# Anna Olsson (canoista)
Anna Olsson (Timrå, 14 marzo 1964) è un'ex canoista svedese.

## Palmarès
- Giochi olimpici

Los Angeles 1984: oro nel K2 500 metri, argento nel K4 500 metri.
Barcellona 1992: bronzo nel K4 500 metri.
Atlanta 1996: bronzo nel K4 500 metri.
- Mondiali - Velocità

Parigi 1991: bronzo nel K2 500 metri.
Copenaghen 1993: oro nel K2 500 metri, argento nel K1 500 metri, argento nel K4 500 metri.
Città del Messico 1994: argento nel K1 200 metri, bronzo nel K4 500 metri.
Duisburg 1995: bronzo nel K1 200 metri, bronzo nel K4 200 metri.